# Fedrespor
Fedrespor (deutsch Spur der Väter) ist ein Nordic-Ritual-Folk-Projekt des norwegischen Multiinstrumentalisten Varg Torden Saastad. Seit 2018 steht es bei Nordvis Produktion unter Vertrag.

## Stil
Der Klargesang Saastads ähnelt stark dem Einar Selviks von Wardruna. Dem entgegen wird der bei Fedrespor deutlich prägnantere Einsatz der Gitarre gestellt. Verglichen werden solche Lieder zumal mit dem Klang von Forseti, Váli und Wolcensmen.

## Diskografie
- 2018: Tid (dt. „Zeit“) (Album, CD, Nordvis Produktion)
- 2019: Fra En Vugge I Fjellet dt. „Von einer Wiege in den Bergen“ (Album, CD, Nordvis Produktion)